# ادوبی کانکت
ادوبی کانکت (به انگلیسی: Adobe Connect، قبلاً ماکرومدیا breeze) نرم‌افزاری برای آموزش از راه دور، کنفرانس وب، ارائه و نمایش صفحه کامپیوتر از راه دور است. تمام اتاق‌های جلسات به صورت "pod" تشکیل شده‌اند. هر pod یک نقش خاص را انجام می‌دهد (به عنوان مثال بحث، تخته سفید، یادداشت و غیره) Adobe Connect قبلاً به نام ادوبی آکروبات بود و چندین بار نام خود را تغییر داده‌است.
در این نرم افزار امکان ارائه صوتی و تصویری به صورت زنده وجود دارد. کاربران می‌توانند صفحه نمایش خود را به اشتراک بگذارند و در صفحه مخصوص چت، با یکدیگر مکالمه متنی داشته باشند. کاربران ادوبی کانکت می‌توانند از طریق لینکی که برگزارکننده جلسه در اختیارشان قرار می‌دهد، به کلاس ادوبی کانکت وارد شوند.

## پیشینه
این محصول برای اولین بار توسط یک استارتاپ به نام Presedia ساخته شد و شامل یک برنامه تبدیل ادوبی فلش به پاورپوینت مایکروسافت PowerPoint -to- Flash (که سپس Adobe Presenter شد) و یک ماژول آموزشی بود. ماکرومدیا شرکت Presedia را خرید و یک اجزاء کنفرانس اینترنتی به نام Breeze Live (بعداً با نام Breeze Meeting) افزود.
در نسخه ۵، Macromedia Breeze شامل چهار برنامه بود: ارائه دهنده (Presenter)، آموزش(Training)، جلسه (Meeting) و رویدادها(Events). بعد شرکت Adobe، نام نرم‌افزار به Adobe Connect، سپس Adobe Acrobat Connect Professional و بعداً به عنوان Adobe Connect تغییر داد.

## امکانات
ادوبی کانکت شامل برنامه‌های زیر است:
- وبینار در ادوبی کانکت (قبلا با نام وبینار در Breez شناخته می‌شد)
- یادگیری در ادوبی کانکت (قبلا با نام آموزش در Breez شناخته می‌شد)
- جلسات ادوبی کانکت‌ (قبلا با نام ارائه دهنده Breez شناخته می‌شد)

این نرم‌افزار می‌تواند با Adobe Captivate همزمان کار کند، یک ابزار سریع آموزشی با قابلیت انتشار مستقیم بر روی سرور ادوبی کانکت.

### قابلیت ها
- اتاق‌های بدون محدودیت و قابل شخصی‌سازی
- اتاق‌های جلسات متعدد برای هر کاربر
- اضافه کردن اتاق استراحت (Breakout rooms) به جلسه
- گفتگو صوتی VoIP
- کنفرانس صوتی و تصویری
- ضبط جلسه
- اشتراک‌گذاری صفحه نمایش
- یادداشت، چت و تخته سفید
- مدیریت و گزارش دهی
- رای‌گیری
- کتابخانه
- کیت توسعه نرم‌افزار
- برنامه تلفن همراه و ویندوز(Android و iOS)
- ارائه با استاندارد مرورگر HTML

## تغییرات
| تاریخ انتشار | نسخه محصول (بسته‌های خدمات) | برنامه‌های کاربردی |
| ------------ | --- | --- |
| نوامبر ۲۰۱۹  | Adobe Connect 10.6 | مشاهده ضبط‌ها در مشتری HHML و بهبود برنامه‌های درسی مرکزی |
| ژوئیه ۲۰۱۹   | Adobe Connect 10.5 | مشتری HTML برای شرکت کنندگان و پیشرفت‌های متصل را متصل کنید |
| دسامبر ۲۰۱۸  | Adobe Connect 10.1 | پیشرفت‌های HTML Client، بهبودهای صفحه ورود به سیستم و پیشرفت‌های برنامه وب مرکزی متصل شوید |
| اکتبر ۲۰۱۸   | Adobe Connect 10.0 | HTML5 جدید (فقط برای حاضرین)، از جعبه SAML 2.0 مبتنی بر نشانه منفرد بر قابلیت‌ها، قابلیت‌های وب کم HD |
| آوریل ۲۰۱۸   | Adobe Connect 9.8 | گردش کار جدید ورود به جلسه، بهبودهای مداوم HTML5 برای اتصال مرکزی ، کنترل بهتر بر روی خروجی‌های صوتی |
| مارس ۲۰۱۸    | Adobe Connect 9.7.5 | گردش کار جدید ورود به جلسه، بهبودهای مداوم HTML5 برای اتصال مرکزی ، کنترل بهتر بر روی خروجی‌های صوتی |
| اکتبر ۲۰۱۷   | Adobe Connect 9.7 | رابط HTML5 جدید برای اتصال مرکزی، برنامه دسک تاپ جدید |
| آوریل ۲۰۱۷   | Adobe Connect 9.6 | دسترسی میزبان جلسه به داشبورد نامزدی را فراهم می‌کند |
| ژوئن ۲۰۱۶    | Adobe Connect 9.5.4 | پیشرفت در مجری فقط برای میزبان است |
| فوریه ۲۰۱۶   | Adobe Connect 9.5.2 | پشتیبانی از محتوای HTML5 از Adobe Captivate و Adobe Presenter در کلاس‌های مجازی، ضبط‌های نسخه MP4 آفلاین را برای پشتیبانی از دستگاه‌های تلفن همراه ایجاد کنید، یک Adobe Connect SDK جدید را وارد کنید تا به پشتیبانی از نسخه‌های HTML5 / Javascript از غلاف‌های سفارشی بپردازد. |
| سپتامبر ۲۰۱۵ | Adobe Connect 9.5 | پشتیبانی از محتوای HTML5 در کلاسهای مجازی، تبدیل MP4 محلی، به روزرسانی برای ادغام با Adobe Experience Manager، پیشرفت در داشبورد تحلیلی |
| مارس ۲۰۱۵    | Adobe Connect 9.4 | |
| سپتامبر ۲۰۱۴ | Adobe Connect 9.3 | بهبود به اشتراک گذاری صفحه، بهبودهای صفحه سفید، استفاده از حساب‌های Facebook یا Google+ برای ثبت نام در رویدادها، بهبود گزارش‌گیری ایمیل، ادغام با Salesforce و Microsoft Lync                                                                                               |
| اگوست ۲۰۱۳   | Adobe Connect 9.1 | پیشرفت‌های ضبط و پخش، پیشرفت‌های صوتی و تصویری، پیشرفت‌های ماژول رویداد، پیشرفت‌های ماژول آموزشی |
| ۲۰۱۲         | Adobe Connect 9.0 | سیستم ثبت وقایع جدید و پشتیبانی از Webinar بزرگ |
| نوامبر ۲۰۱۰  | Adobe Connect 8.0 | TBD |
| نوامبر ۲۰۰۹  | Adobe Connect 7.5 (SP1: آوریل ۲۰۱۰)                                                                                                | جلسه، آموزش، رویدادها، ارائه دهنده Adobe، سرور ارتباطات، سرورهای Edge |
| مه ۲۰۰۸      | Adobe Acrobat Connect Professional 7 (SP1: دسامبر ۲۰۰۸، SP2: فوریه ۲۰۰۹، SP3: ژوئیه ۲۰۰۹) (توجه: بعداً "حرفه ای" در "Pro" کوتاه شد) | جلسه، آموزش، رویدادها، ارائه دهنده Adobe، سرور ارتباطات، سرورهای Edge |
| دسامبر ۲۰۰۶  | Adobe Connect 6 (SP1: فوریه 2007 SP2: ژوئیه ۲۰۰۷، SP3: ژانویه ۲۰۰۸)                                                                | جلسه، آموزش، رویدادها، ارائه دهنده Adobe، سرور ارتباطات، سرورهای Edge (ارجاع شده به Adobe) |
| مه ۲۰۰۵      | Macromedia Breeze 5 (SP1: ژانویه ۲۰۰۶، SP2: مارس ۲۰۰۶، بروزرسانی امنیتی SP2: اکتبر ۲۰۰۶)                                           | جلسه (سابق نسیم زنده)، آموزش، رویدادها (جدید)، ارائه دهنده نسیم، سرور ارتباطات، سرورهای Edge (جدید) |
| ژوئیه ۲۰۰۳   | ماکرومدیا نسیم ۴ | نسیم زنده (جدید)، آموزش، پلاگین PowerPoint (Macromedia rebranded) |
|              | | آموزش، افزونه پاورپوینت |